# Metig
Pistes de Chemins de terre
An hini a garan Kimiad ar soudard yaouank
Metig est une chanson bretonne créée au milieu du XIXe siècle par Jean-Pierre Marie Le Scour sous le titre d'origine « Kloarec Koat ar Rannou ha penn-herez Kersanton » (Le clerc du Bois des Séries et l'héritière de Kersanton). L'air donné est Kurunen aour ha perlez an Itron Varia Remengol ou Kloarek Remengol, une dañs fisel. Elle figurait au répertoire des Sœurs Goadec, qu'Alan Stivell a repris et réarrangé.

## Historique
Jean Pierre Marie Le Scour (né en 1814 à Hanvec et mort en 1870 à Morlaix) est un négociant en vins établi à Morlaix, ancien séminariste, qui compose et publie de nombreux gwerzioù et cantiques. Metig fait partie de ce mouvement de collectage et de créations. En 1869, il tente sans succès de créer avec Luzel, une association de bardes bretons concurrente de celle La Villemarqué.
Entre 1865 et 1906, de nombreuses éditions ont lieu en Pays du Léon et Trégor (sur Lannion, Morlaix, Landerneau). Le nom de « Metik » apparaît déjà dans le titre de l'une des feuilles.

## Contenu
L'histoire est narrée par le protagoniste. Guénolé, un jeune clerc de l'évêché de Quimper, quitte sa famille pour se rendre au collège de Tréguier. En chemin, il rencontre une jeune fille, « belle comme un ange de Dieu », qui s'appelle Metig (Guillemette). Elle va entrer au couvent et lui au collège mais ils se jurent amour éternel. Ils pleurent ensemble sur leur sort, puis se séparent pour toujours, en se promettant de ne jamais s'oublier. 
Dans la version d'origine, sur feuille volante, une suite est donnée : Ils se retrouvent après leurs études et entament un voyage sur les lieux saints du Finistère. Metig est mariée de force à un riche ivrogne païen. Guénolé s'enfuit à Rumengol et meurt de chagrin. Metig découvre sa tombe par hasard et se laisse également mourir.

## Interprétations
Quelques interprètes de kan ha diskan l'ont enregistré : Loeiz Roparz/B. Guern, Sœurs Goadeg, Frères Morvan, frères Losmek...
Alan Stivell enregistre sa version modernisée en 1973 sur l'album Chemins de terre. Il ré-enregistre la chanson sur l'album Again en 1993 avec Ffran May.
Kristen Noguès l'a joué à la harpe celtique et enregistré sur disque (An evor).
Cette chanson était largement connue et chantée par les interprètes de tradition orale au moment des campagnes de collectage de chants traditionnels réalisées dans la deuxième moitié du XIXème siècle en Centre-Bretagne. Un exemple pour le terroir de la gavotte Montagne : Bastien Guern du Huelgoat (département du Finistère)